# Impatiens membranifolia
Impatiens membranifolia är en balsaminväxtart som beskrevs av Adrien René Franchet och Joseph Dalton Hooker. Impatiens membranifolia ingår i släktet balsaminer, och familjen balsaminväxter. Inga underarter finns listade i Catalogue of Life.